# Orazio Antinori
Orazio Antinori, född den 28 oktober 1811 i Perugia, död den 26 augusti 1882 i Abessinien, var en italiensk patriot och naturforskare.
Antinori deltog från 1845 livligt i de politiska rörelser, som ledde till Italiens pånyttfödelse, kämpade under kriget som frivillig vid Velletri samt deltog i Roms försvar. Då staden intogs av fransmännen, måste han fly samt begav sig till Aten och sedan till Smyrna, där han sysselsatte sig med zoologiska studier och varifrån han företog vidsträckta resor i Syrien, Mindre Asien och Nilländerna. 
Sina rika samlingar av naturföremål skänkte han till de italienska museerna, särskilt zoologiska trädgården i Florens. Över resan i Nilländerna (1859) utgav han ett berömt ornitologiskt arbete. Efter ytterligare två resor, till norra Afrika och Abessinien, bosatts sig Antinori i Rom, där han blev sekreterare i det italienska geografiska sällskapet. Auktorsnamn är Antinori.